# Raúl Rodríguez Navarro
Raúl Rodríguez Navarro (Barcelona, 22 de setembre de 1987), és un exjugador de futbol català que jugava en la posició de defensa central. Va ser internacional amb la selecció catalana.
Va jugar 92 partits amb l'RCD Espanyol, i posteriorment va competir als Estats Units, la Xina i Kuwait.

## Trajectòria
Raúl Rodríguez va donar els seus primers passos com a futbolista a l'Associació Esportiva Josep Maria Gené, des d'on va passar al Vilassar fins que el seu progrés el va portar a fitxar per la UDA Gramenet.
La temporada 2010/11 va fitxar pel RCD Espanyol la va començar amb el filial, l'Espanyol B, a Tercera Divisió. El 27 de novembre de 2010, Mauricio Pochettino va fer-lo debutar en el partit contra l'Atlètic de Madrid de la jornada 13 de lliga a l'Estadi Vicente Calderón.
L'agost del 2011 va renovar amb el club blanc-i-blau i es va convertir en membre de la primera plantilla El 9 de gener de 2015 els Houston Dynamo de la Major League Soccer va anunciar el fitxatge de Raúl Rodríguez.

## Internacional

### Selecció catalana
El 30 de desembre de 2011 va disputar amb la selecció catalana el Trofeu Catalunya Internacional 2011,  contra la selecció de Tunísia, un partit disputat a l'Estadi Olímpic Lluís Companys, que va acabar en empat a 0.

## Palmarès
| Títol          | Club         | País      | Any  |
| -------------- | ------------ | --------- | ---- |
| Copa Catalunya | RCD Espanyol | Catalunya | 2010 |
| Copa Catalunya | RCD Espanyol | Catalunya | 2011 |